# David N. Weiss
David N. Weiss est un scénariste, producteur et lecteur américain né en 1960 à Ventura en Californie.

## Filmographie

### Scénariste
- 1985 : The Man Who Loved Fat Dancing
- 1989 : Astérix et le Coup du menhir
- 1989 : Charlie
- 1990-1991 : Carol & Company (3 épisodes)
- 1991 : Rock-o-rico
- 1992 : The Rosey & Buddy Show
- 1992-1993 : Roundhouse (5 épisodes)
- 1993 : Adventures in Odyssey: Star Quest
- 1995-1997 : The Story Keepers (13 épisodes)
- 1996 : Charlie 2
- 1996-1997 : Les Razmoket (3 épisodes)
- 1997-1998 : Cybill (3 épisodes)
- 1998 : The Easter Story Keepers
- 1998 : Les Razmoket, le film
- 1999-2000 : Mission Hill (2 épisodes)
- 2000 : Les Razmoket à Paris, le film
- 2001 : Jimmy Neutron, un garçon génial
- 2002 : Top chronos
- 2004 : Shrek 2
- 2005 : On arrive quand ?
- 2007 : École paternelle 2
- 2011 : Les Schtroumpfs
- 2013 : Les Schtroumpfs 2
- 2021 : September 21, 2021
- 2022 : Il était une fois 2
- 2023 : The Monkey Prince
- 2023 : Harvey

### Producteur
- 1995-1997 : The Story Keepers (13 épisodes)
- 1996-1997 : Les Razmoket (18 épisodes)
- 1997 : A Rugrats Vacation
- 1999-2002 : Mission Hill (5 épisodes)